# Liliana Arriaga
Liliana Arriaga (2 gennaio 1972) è una comica, attrice e cabarettista messicana.

## Biografia
È nata il 2 gennaio del 1972. Dopo essersi laureata, intraprende l'attività di cabarettista, esibendosi in vari bar e pub messicani. Negli anni 90 prende parte ad alcune produzioni teatrali. Così, nel 1999 debutta in televisione, partecipando alla telenovelas Nunca te olvidaré. In seguito, dal 2003 al 2005, interpreta la cameriera nella sitcom La Casa de la Risa. Nel 2007 ha condotto Fábrica de Risas (La fabbrica delle risate), programma andato in onda sul canale principale con lo scopo di far ridere il pubblico. Ha partecipato al talent show Tengo talento, mucho talento in qualità di giudice (dal 2010 al 2011). Nel 2018 ha preso parte al game show Lol

## Filmografia
- La casa de la Risa - sitcom, 12 episodi (2003-2005)
- La fabrica de Risas - programma TV (2007)
- LOL: Last One Laughing (2018) - concorrente